# Босоножки

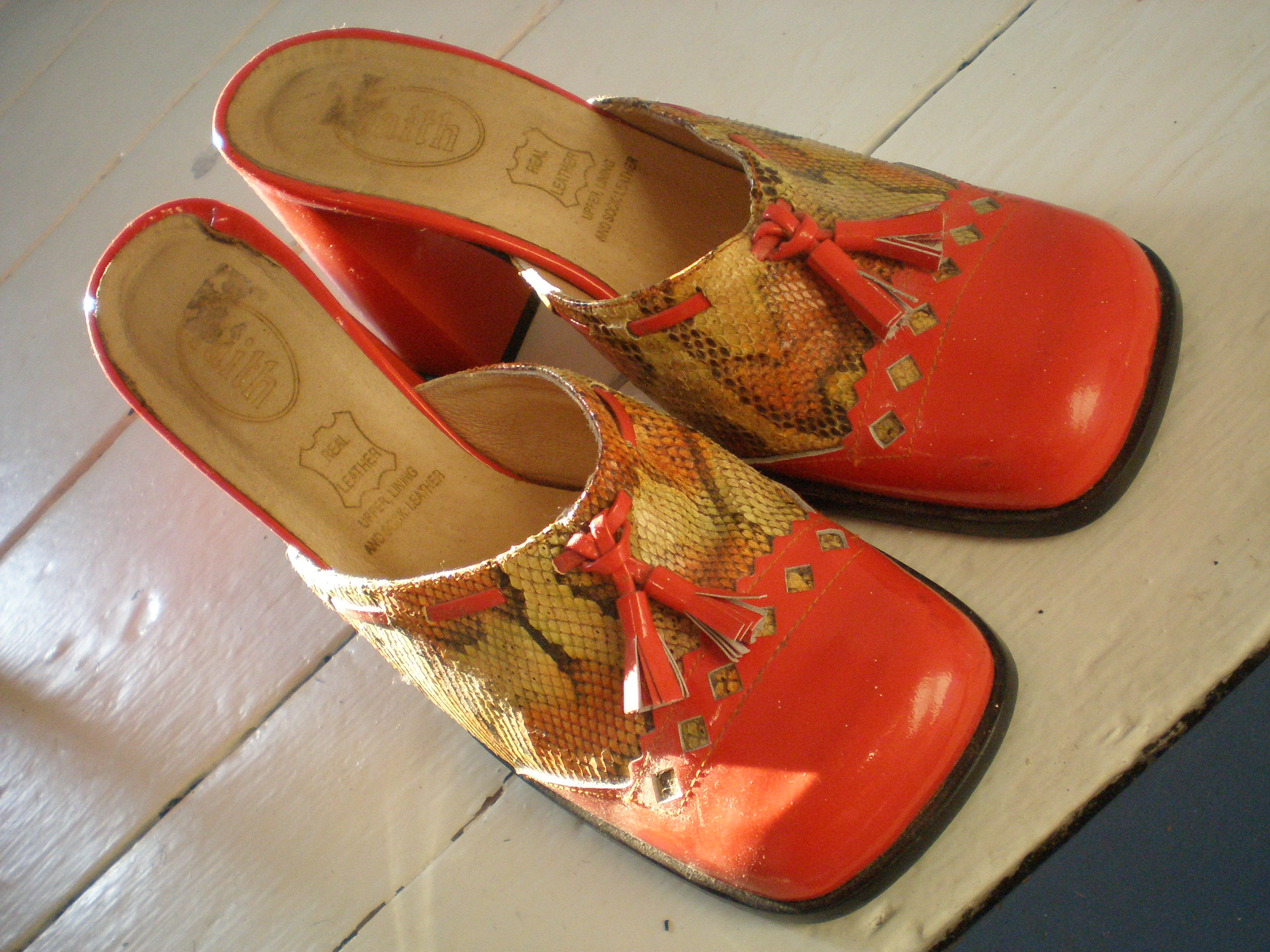

Босоно́жки — вид обуви для тёплых времён года, который не полностью закрывает ступню и голеностопный сустав и который носится на босую ногу. Близкая по типу к босоножкам обувь — это сандалии, котурны. Хотя последние могут быть как мужскими, так и женскими.

## Мюли
В XVII—XVIII во Франции возникла мода на китайский стиль («шинуазри»); в том числе появились так называемые «мюли» — маленькие туфельки (обычно без задника), имитирующие обувь китаянок и часто очень неудобные. В XVII веке мюли использовались в качестве домашней обуви; позднее, в XVIII веке, они стали считаться нарядной обувью. Мюли в китайском стиле (например, из цветного сафьяна) в качестве домашней обуви носили также и мужчины.
Позднее мюли вышли из моды; своим возрождением они обязаны французскому модельеру Роже Вивье (1913—1998), прозванному «обувным Фаберже». Вивье вновь сделал популярными туфельки-мюли без задника, зрительно уменьшающие размер стопы.

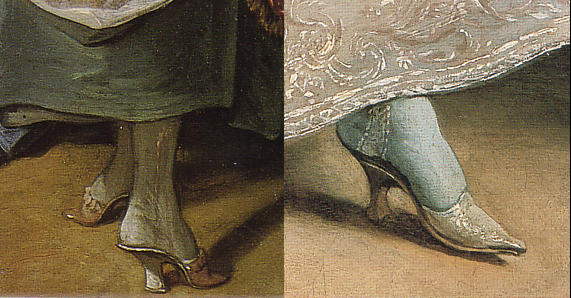
Туфельки-мюли, Франция, XVIII век
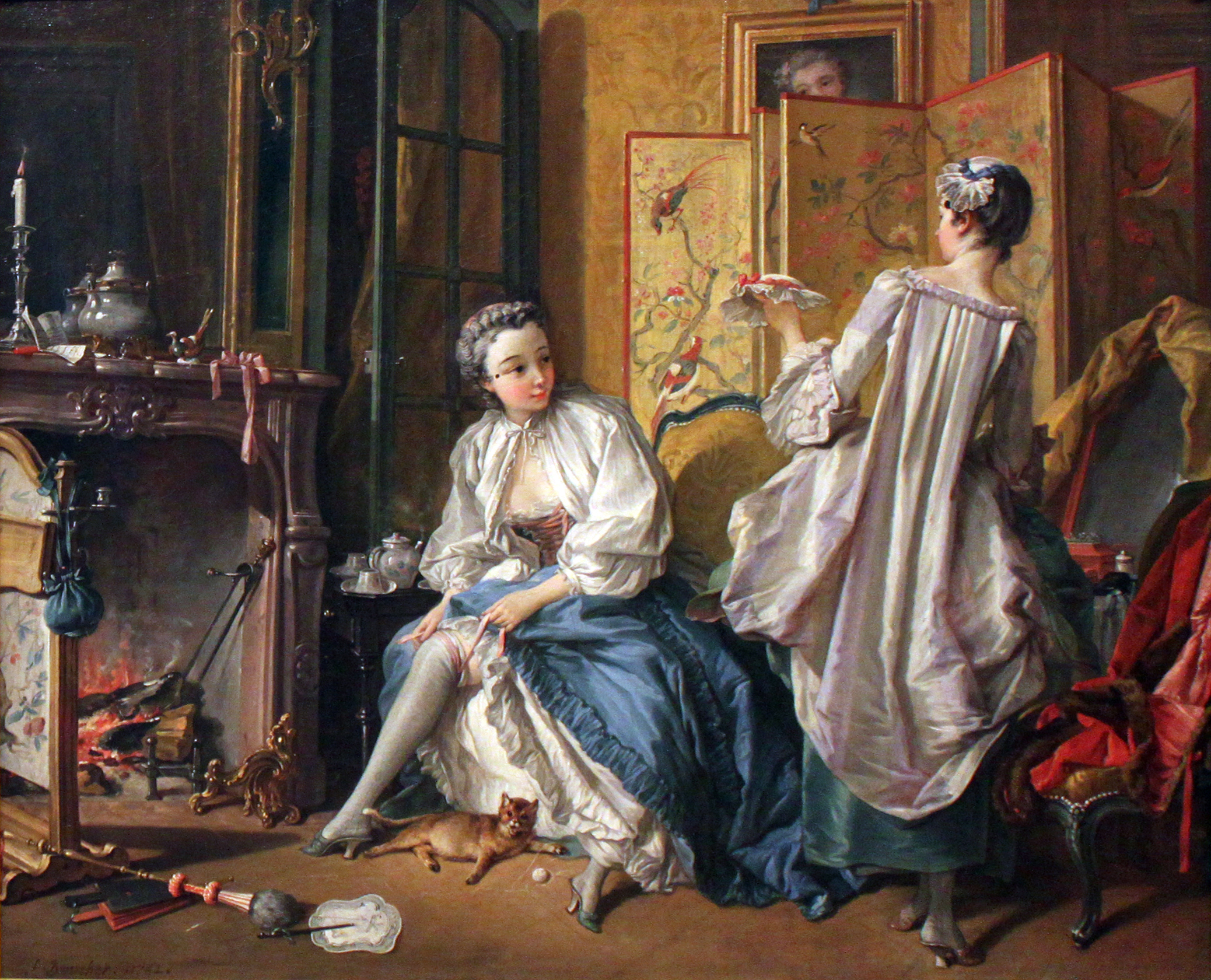
Франсуа Буше — Туалет (1742)
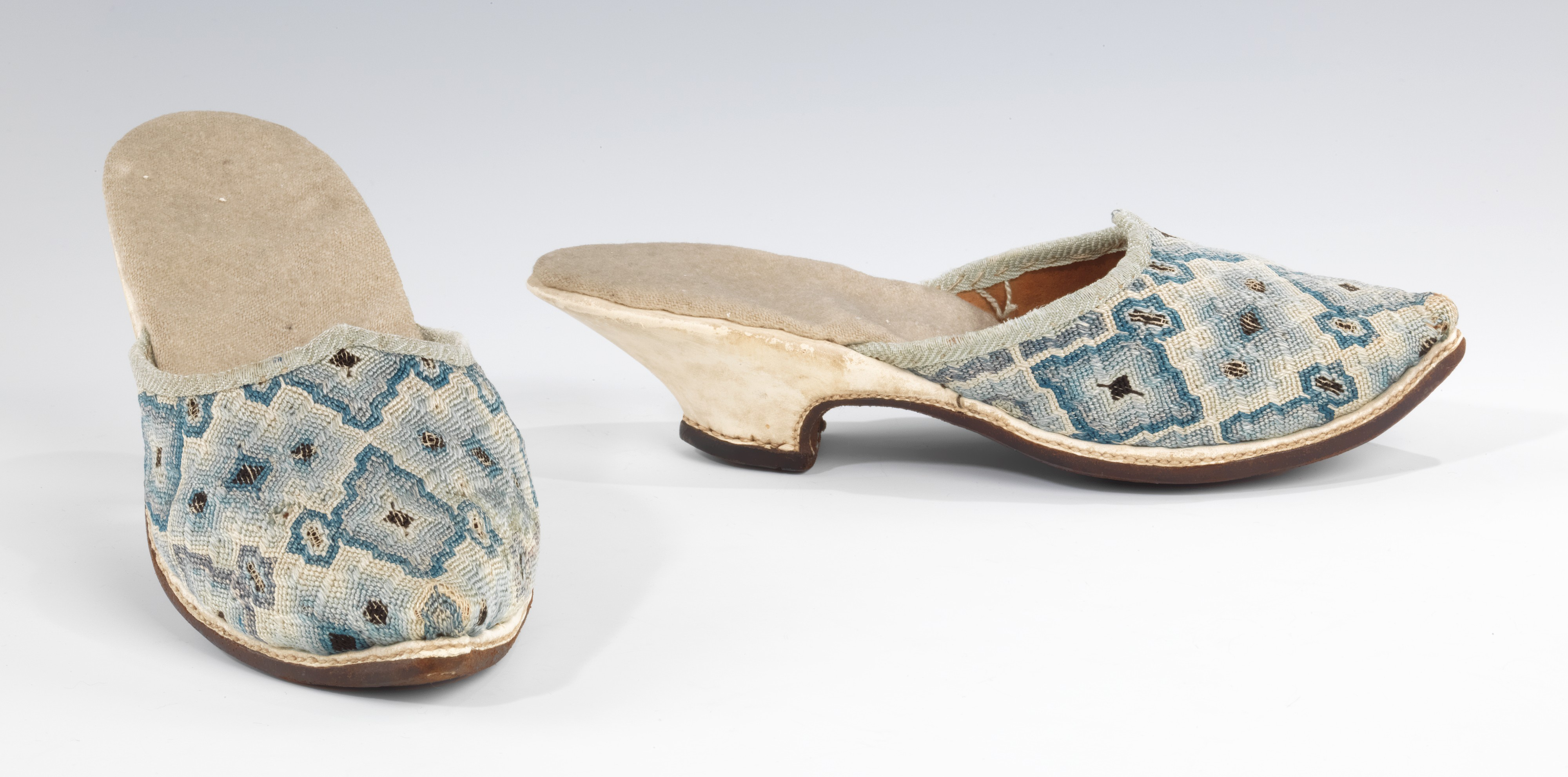
Расшитые мюли XVIII века
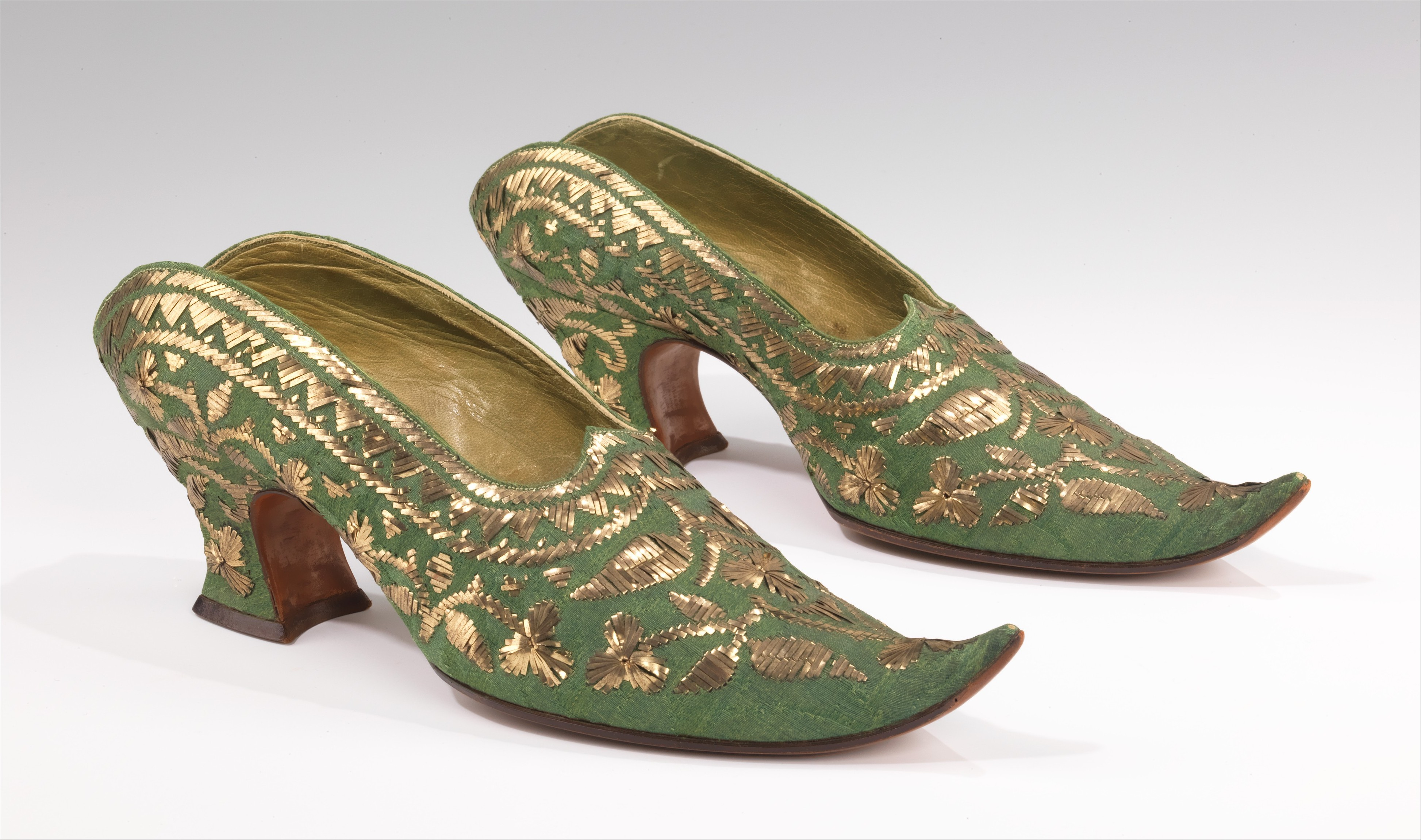
Мюли в стиле восточных бабуш сапожника Пьера Янторни
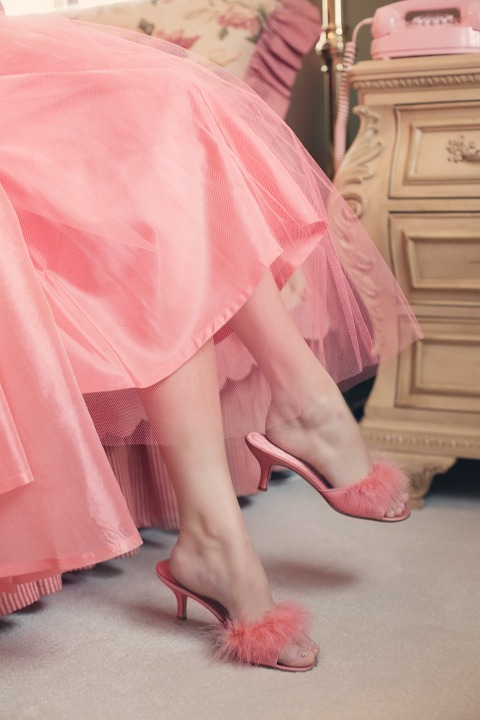
Популярные на Западе в 1950-е годы мюли с опушкой

## Галерея

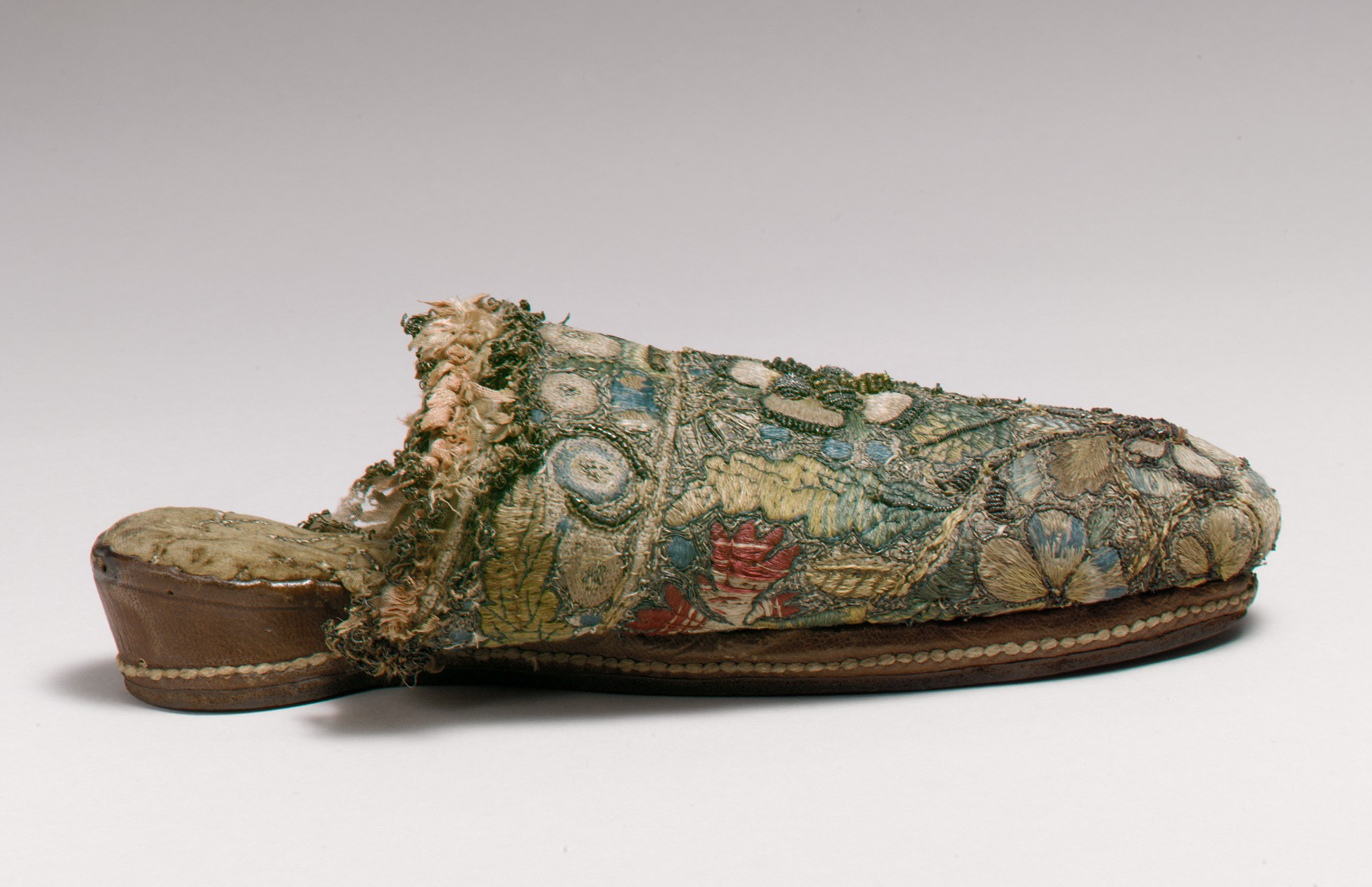
Мюли начала XVII века
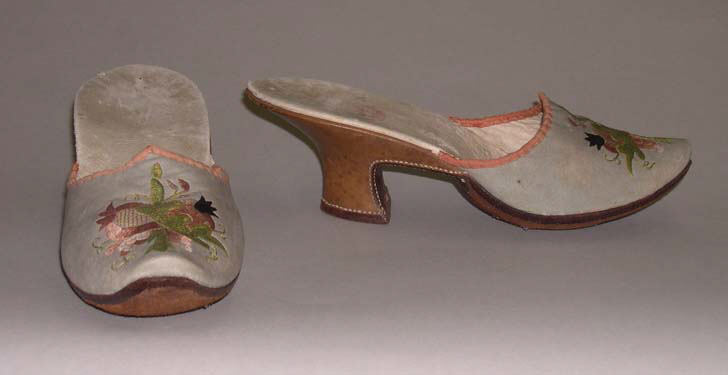
Мюли из шёлка 1750 г.
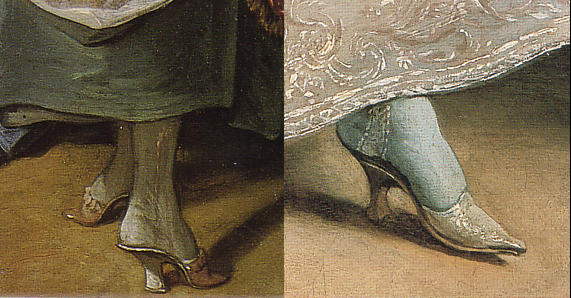
Мюли XVIII века
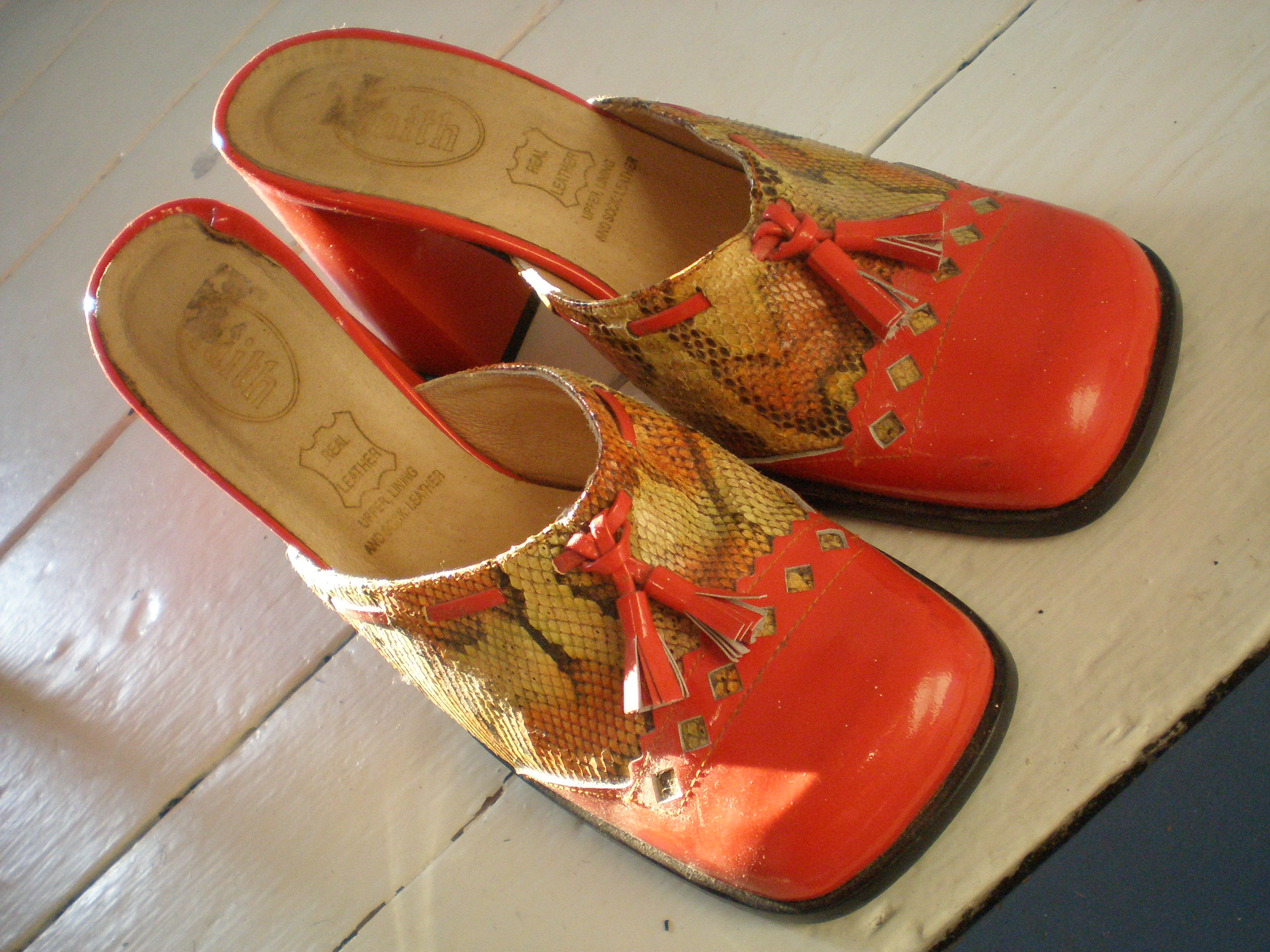
Мюли красного цвета из кожи животных, на высоком каблуке
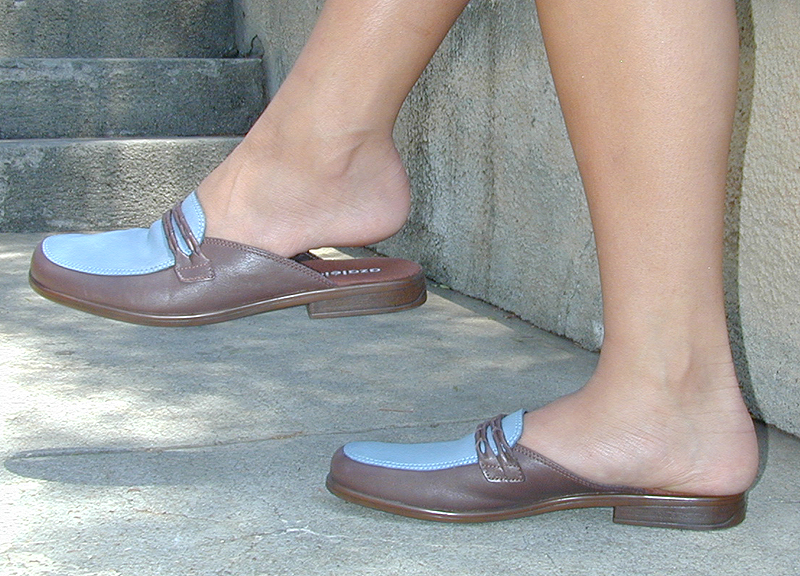
Женские мюли в стиле лоферов на плоском каблуке
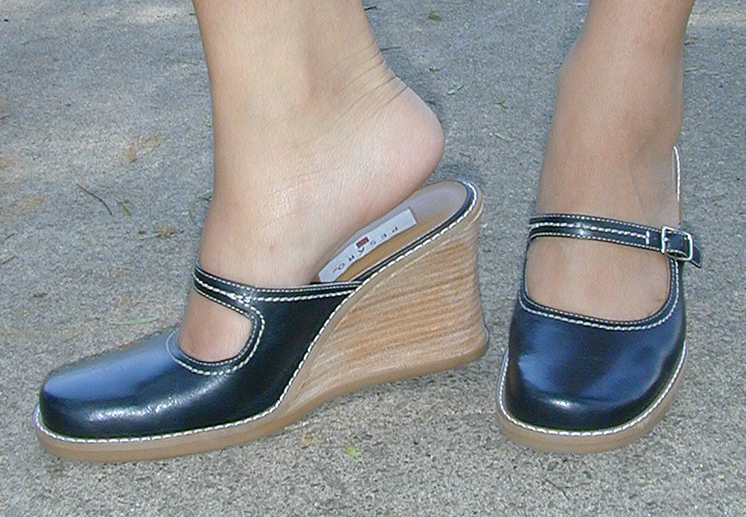
Женские мюли в стиле Мэриджейн на танкетке
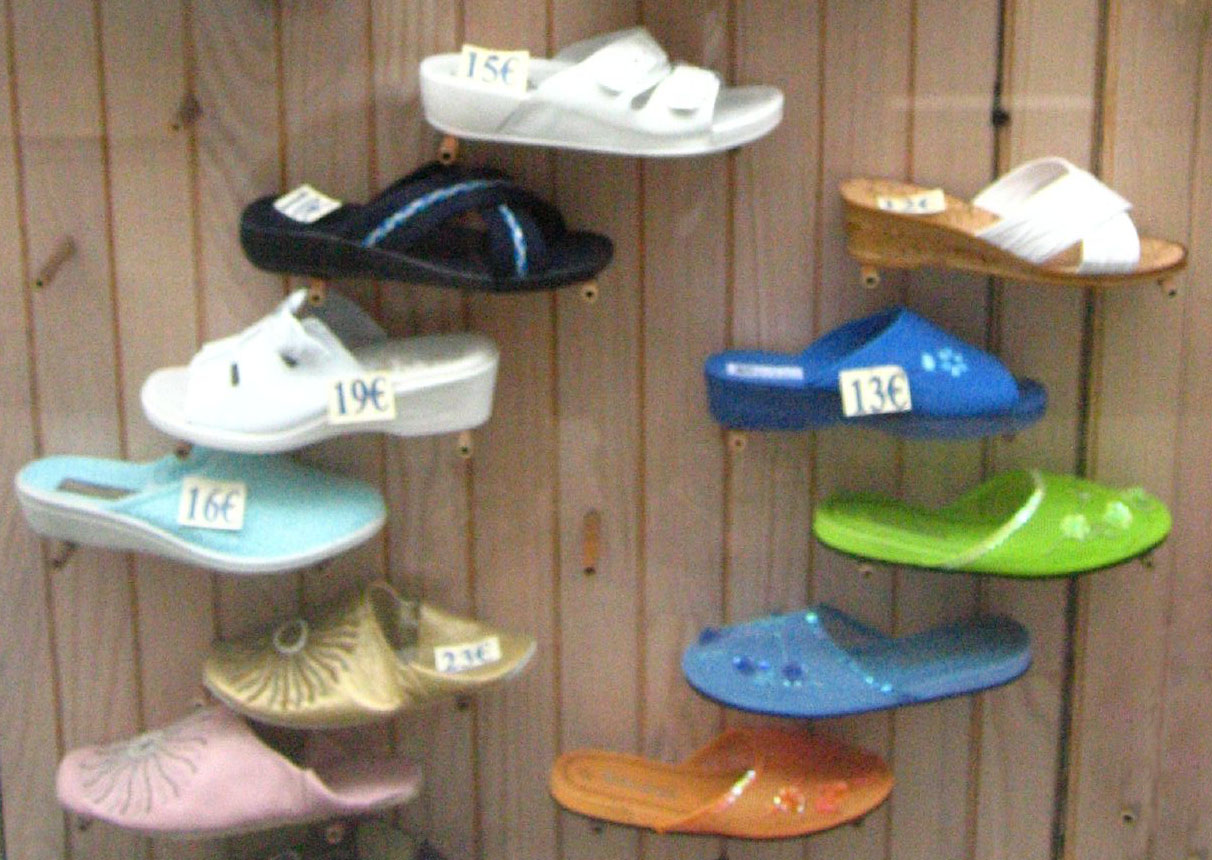
Различные стили мюлей в витрине
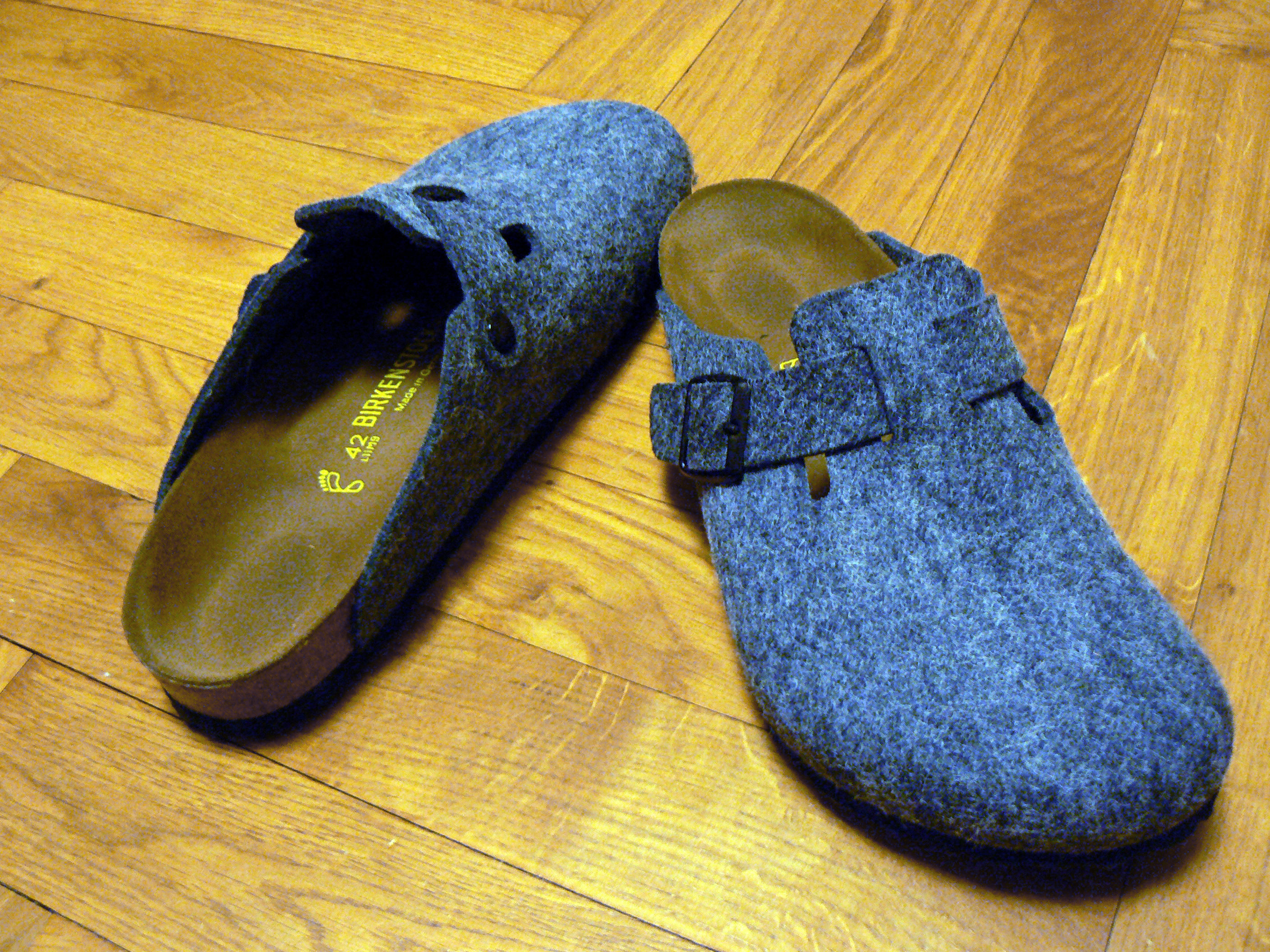
Мюли биркенсток
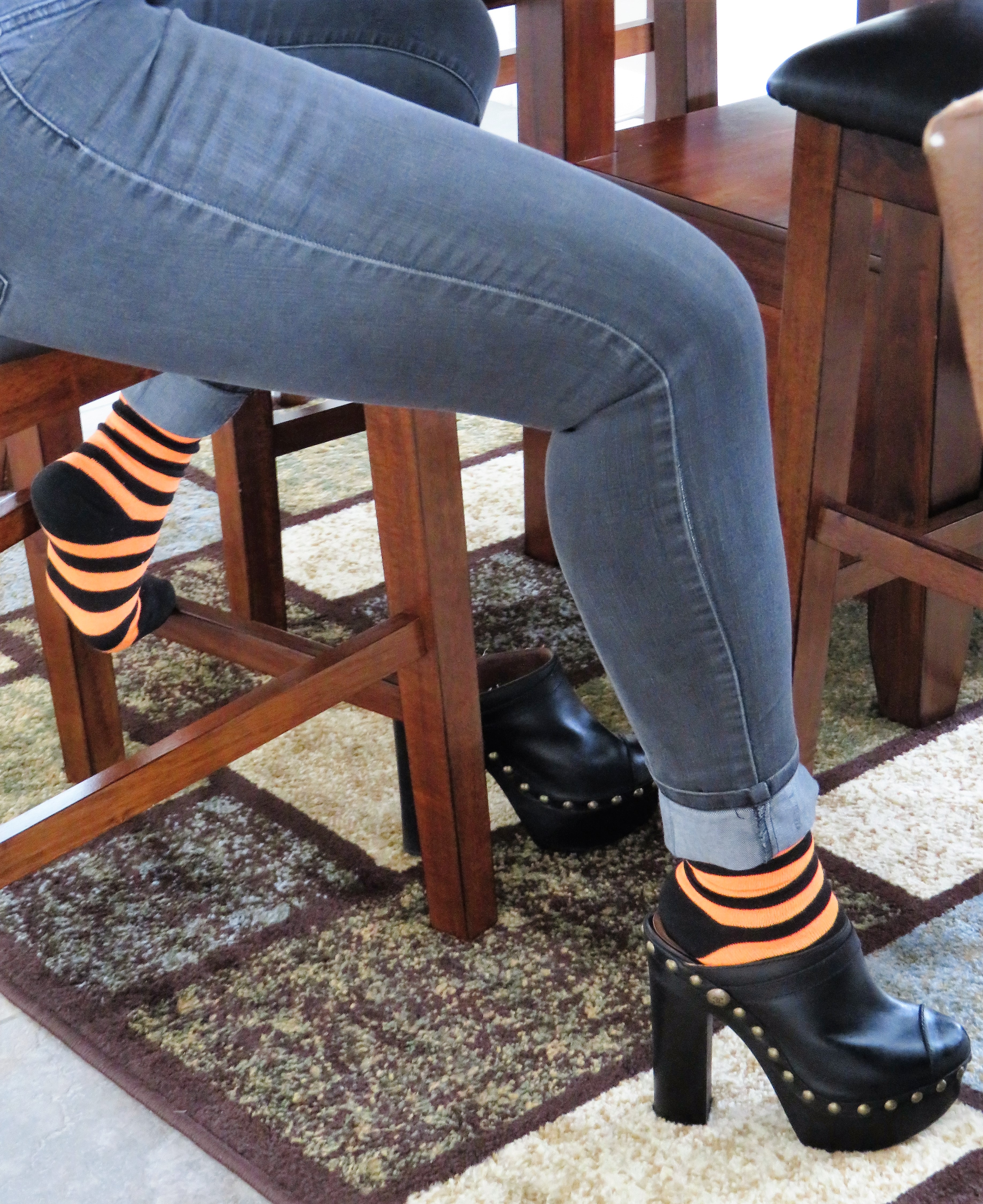
Мюли на высоком каблуке и с заклёпками